# Dominant secundària

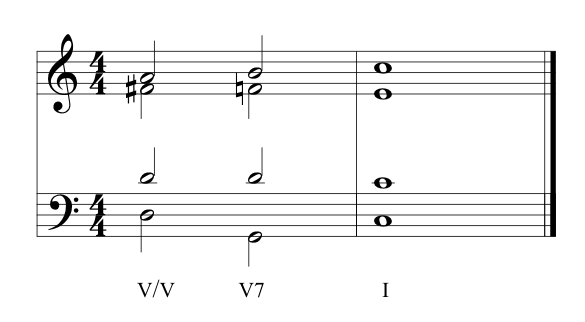
Dominant secundària sobre el segon grau, també anomenada dominant de la dominant

En l'harmonia tonal s'anomena Dominant secundària a un tipus d'acord de préstec consistent en un acord de sèptima o novena de dominant, estrany a la tonalitat del fragment, que s'encadena excepcionalment sobre un acord que sí que pertany a aquesta tonalitat.
Com que la dominant secundària no és de la tonalitat del fragment, es posa momentàniament per provocar un canvi de color a l'oïda.
Una dominant secundària és doncs un acord de dominant col·locat en un lloc diferent al cinquè grau (V), que fa un encadenament natural - per pas de quarta ascendent - sobre un grau de la tonalitat, sense que l'oient percebi aquest encadenament com una modulació transitòria.
- Una dominant secundària es pot utilitzar amb fonamental o sense, i la seva quinta pot ser opcionalment alterada.
- Pel fet que aquest encadenament deriva de la cadència perfecta, la quinta de l'acord produït per la dominant secundària ha de ser una quinta justa: en conseqüència, l'acord col·locat sobre el segon grau (II) del mode menor pot ser introduït per una dominant secundària.
- La diferència entre una modulació transitòria i l'encadenament d'una dominant secundària sobre un grau no alterat no és sempre fàcil de discernir. No obstant això, la dominant secundària es troba generalment sobre un temps o part de temps feble i no té una altra funció que la de posar en relleu el grau següent. Una dominant secundària situada en un temps fort es percebria de fet com una modulació transitòria, llevat que formés part d'una successió de quintes.